# Musée de Cluny

Wzrok – z cyklu Dama z jednorożcem – tapiseria z XV w.

Musée de Cluny (oficjalna nazwa: Narodowe Muzeum Wieków Średnich, fr. Musée National du Moyen Âge) – muzeum w Paryżu, mieszczące zbiory sztuki i rzemiosła artystycznego, począwszy od późnoantycznej sztuki Galów, aż do późnego średniowiecza. Położone jest w Piątej Dzielnicy przy placu Paul-Painlevé, na południe od bulwaru Saint-Germain, pomiędzy bulwarem Saint-Michel i ulicą Saint-Jacques. Obok nowojorskiego The Cloisters i kolońskiego Muzeum Aleksandra Schnütgena jest największą na świecie placówką muzealną poświęconą sztuce średniowiecza.

## Hôtel de Cluny
Hôtel de Cluny jest częściowo wzniesiony na rzymskich termach datowanych na I-III w. (znanych jako Thermes de Cluny).
Budynek Hôtel de Cluny należy do jednych z najlepiej zachowanych przykładów średniowiecznej architektury świeckiej w stolicy Francji. Swoją nazwę zawdzięcza pierwotnej funkcji – był to bowiem tzw. hôtel particulier, czyli miejska rezydencja, której gospodarzami byli od 1334 opaci z klasztoru Cluny. Kiedy opaci z Cluny przenieśli się do nowego budynku na Sorbonie, gmach przejął Jacques d'Amboise, biskup Clermont i przełożony opactwa Jumièges. W latach 1485–1510 rozbudowano rezydencję w stylu będącym połączeniem gotyku i renesansu. W 1793 państwo skonfiskowało gmach. W roku 1833 gmach został zaadaptowany na muzeum, w którym kolekcjoner amator i miłośnik sztuki średniowiecznej Alexandre Du Sommerard urządził zbiory dziedzictwa sztuki średniowiecznej, w tym dzieł ocalałych ze zniszczeń rewolucji. Po jego śmierci w 1842 kolekcję nabyło państwo, a w roku 1843 muzeum zostało otwarte dla zwiedzających. Pierwszym kuratorem zbiorów został syn Alexandra du Sommerarda, Edmond.

## Zbiory muzeum
Muzeum gromadzi zbiory średniowiecznej rzeźby kamiennej (głównie architektonicznej), drewnianej, alabastrowej, malarstwa książkowego, tablicowego i witrażowego oraz rzemiosła artystycznego, głównie złotnictwa.

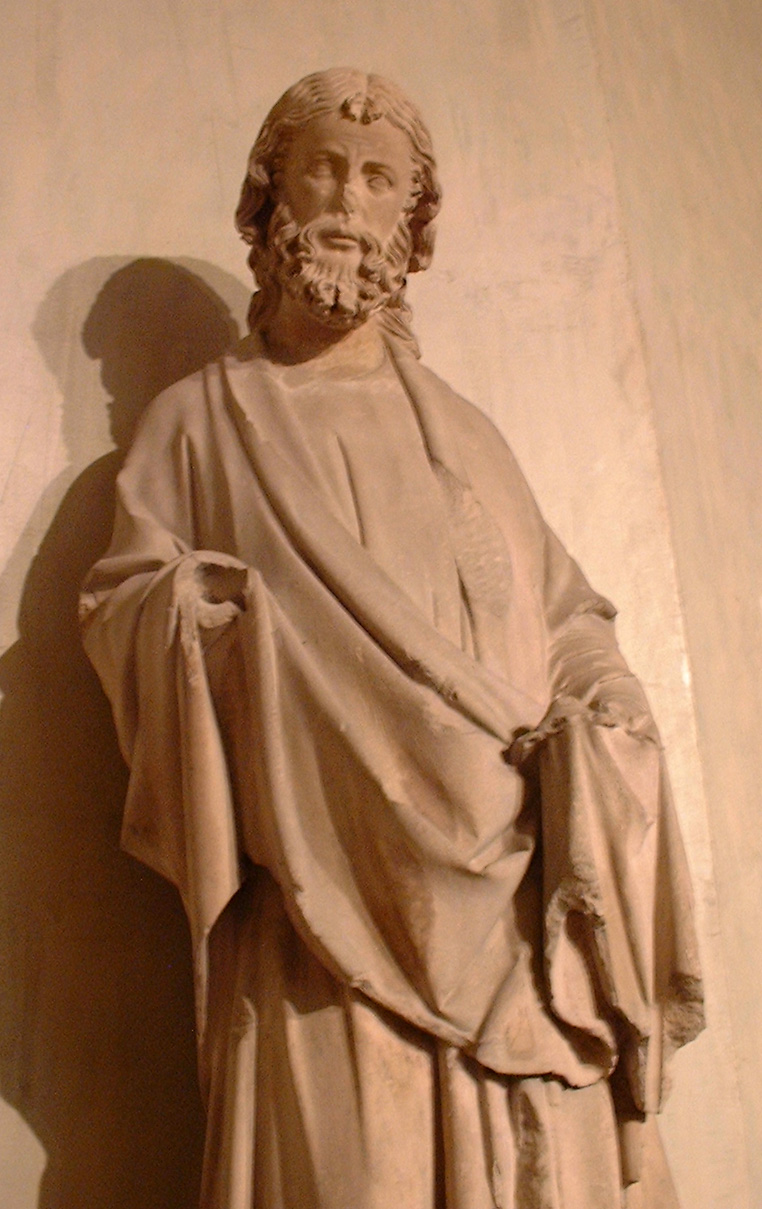
Apostoł z paryskiej Sainte-Chapelle, połowa XIII w.

### Rzeźba kamienna
Do najcenniejszych dzieł rzeźby architektonicznej należy zespół romańskich kapiteli z przedstawieniami figuralnymi, roślinnymi, zoomorficznymi i dekoracją ornamentalną. Wśród nich m.in. głowice kolumn z paryskiego Saint-Germain-des-Prés, kościoła Sainte Geneviève, opactwa Saint-Denis, kapitele z obejścia prezbiterium kościoła opackiego w Cluny oraz kilka kapiteli z Katalonii. Ponadto w zbiorach znajdują się inne elementy rzeźby architektonicznej, głównie gotyckie z XII-XIV w., m.in. konsole, wsporniki, zworniki sklepień. Eksponowane są również fragmenty rzeźb pochodzących z paryskich kościołów, w tym głowy posągów z galerii królewskiej katedry Notre-Dame (XII-XIII w.), odnalezione w 1977 roku i tzw. Adam z Notre Dame, głowy królów z dekoracji opactwa Saint-Denis. Ponadto monumentalne figury apostołów z paryskiej Sainte-Chapelle datowane na ok. 1. poł. XIII wieku, anioł z kolegiaty w Poissy z 1297, marmurowa Madonna z Dzieciątkiem pochodząca z opactwa w Lorchamp z połowy XV w.; późnogotycka Grupa Zwiastowania, wykonana w Normandii, odkryta w 1900 w Rouen. Do plastyki sepulkralnej należą m.in. płyty nagrobne Dieudonné de Gozona i Jacques'a de Milly.
W osobnym pomieszczeniu mieści się bogata kolekcja plastyki alabastrowej z XV w. Są to głównie dzieła wykonane w Anglii, m.in. relief ze Zmartwychwstaniem wykonany w York ok. 1470.

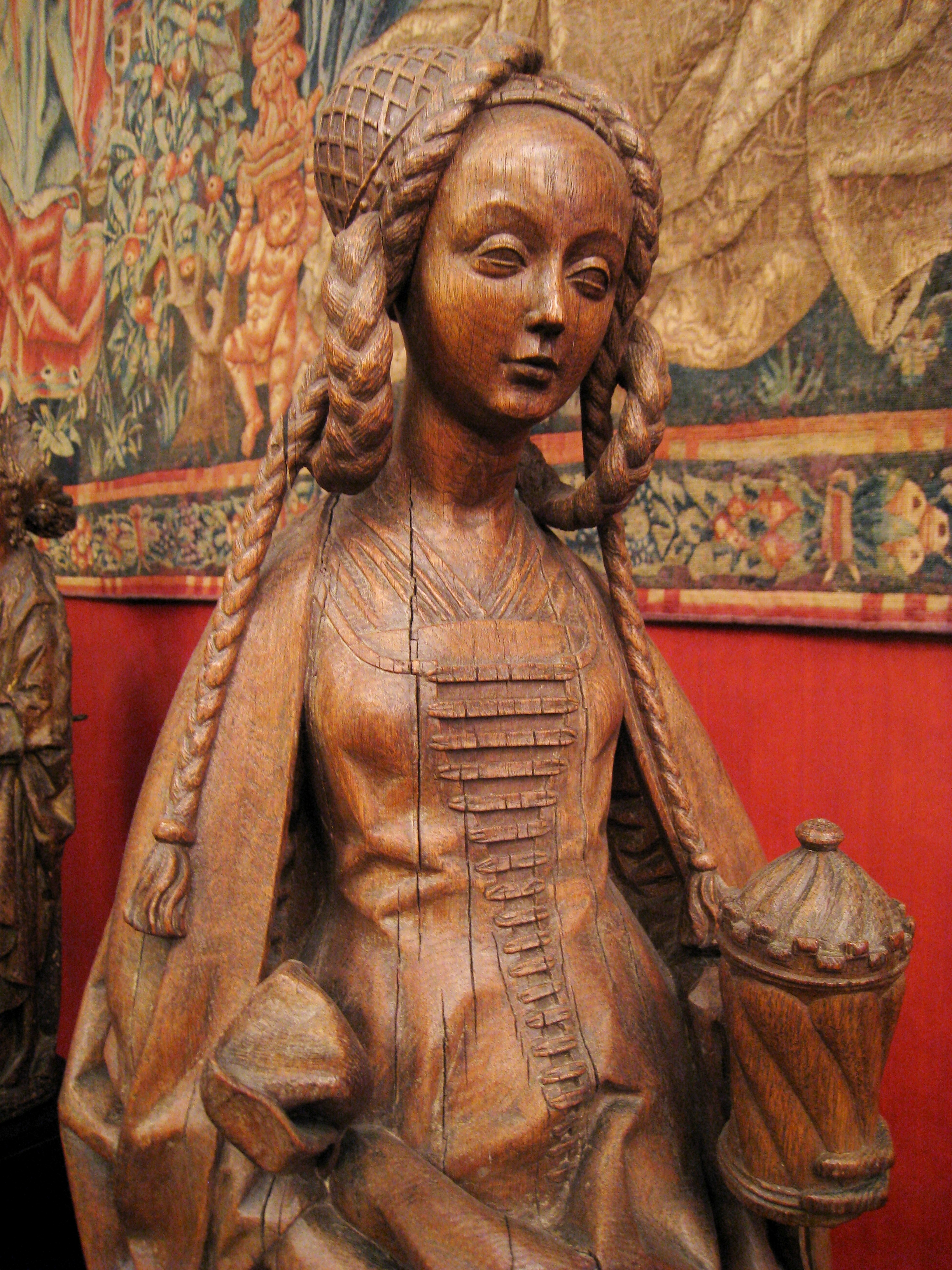
Maria Magdalena, Bruksela, XV w

### Snycerstwo
Jednym z najstarszych dzieł snycerskich w zbiorach jest krucyfiks z Owernii z 2. poł. XII wieku. Do gotyckiej plastyki drewnianej należą m.in. zespół kilkunastu Madonn z Dzieciątkiem z XIV-XVI wieku (wyroby francuskie, niemieckie oraz niderlandzkie); pozłacany i polichromowany relikwiarz popiersiowy Św. Mabilli (wyrób sieneński ze schyłku XIV w.); dębowa figura Marii Magdaleny z 1500  (wyrób brukselski); XV-wieczna Madonna szafkowa z Trójcą Świętą wewnątrz i Jezusek Palmowy, (wyrób południowoniemiecki z XV w.). Eksponowane są również zespoły gotyckich retabulów ołtarzowych, m.in. przypisywany Arntowi z Kalkaru tryptyk z tej dolnoreńskiej miejscowości z rzeźbionymi i malowanymi przedstawieniami Pasji Chrystusa z Grupą Ukrzyżowania w polu centralnym. Ponadto tryptyk pasyjny z bazyliki Saint-Denis, dzieło artystów antwerpskich z pocz. XVI w.

### Malarstwo witrażowe i tablicowe

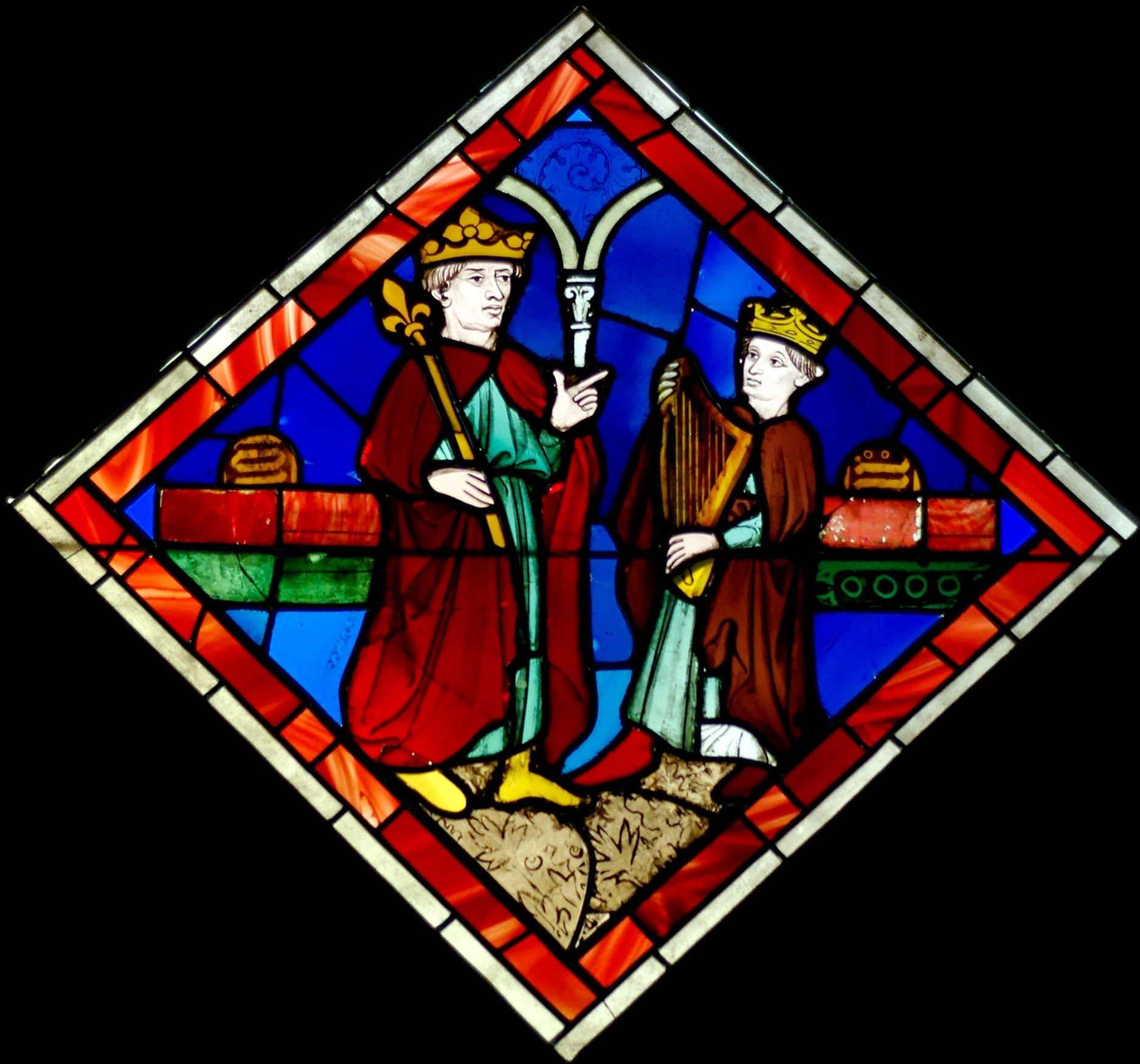
Król Dawid grający Saulowi – witraż z Sainte-Chapelle w Paryżu, ok. poł XII w.

Spośród dzieł malarstwa witrażowego wyróżniają się: zespół pojedynczych kwater pochodzących z różnych okien paryskiej Sainte-Chapelle (m.in. Wskrzeszenie Zmarłych, Cztery Temperamenty, Daniel i Nachubodonozor, Dawid i Saul, Kobieta i Diabeł etc.), romański witraż ze Śmiercią Św. Benedykta z opactwa Saint-Denis, późnoromańskie witraże z kościoła św. Szczepana w Troyes, gotyckie szkła z kaplicy zamkowej w Rouen i kościoła w Varennes (Żywot Św. Marcina). Cennym dziełem jest witraż ornamentalny ze sceną Ukrzyżowania datowany na 1330, prawdopodobnie z Colmaru. Z witraży późnogotyckich w typie en grisaille prezentowane są m.in. Trzej Królowie u Heroda, cykl tond z przedstawieniami świętych m.in. Sebastiana, Mateusza, Piotra, Pawła.
Do zbiorów malarstwa tablicowego należą: antependium z przedstawieniami Bożego Narodzenia, Zaśnięcia Marii, Pokłonu Trzech Króli, Nauki Marii, wykonane w Anglii około 1335. XIV-wieczne malarstwo francuskie egzemplifikuje obraz z Ukrzyżowaniem Chrystusa z kościoła Sauvagnat-Sainte-Marthe. Przykładami malarstwa XV-wiecznego są m.in. Pietà z zamku Tarascone wykonana w Prowansji w 1475; Konsekracja Dawida z katedry w Amiens, datowana na 1475; Tryptyk Wniebowzięcia NMP, dzieło brugijskie powstałe na zlecenie Adriena Isenbranta.

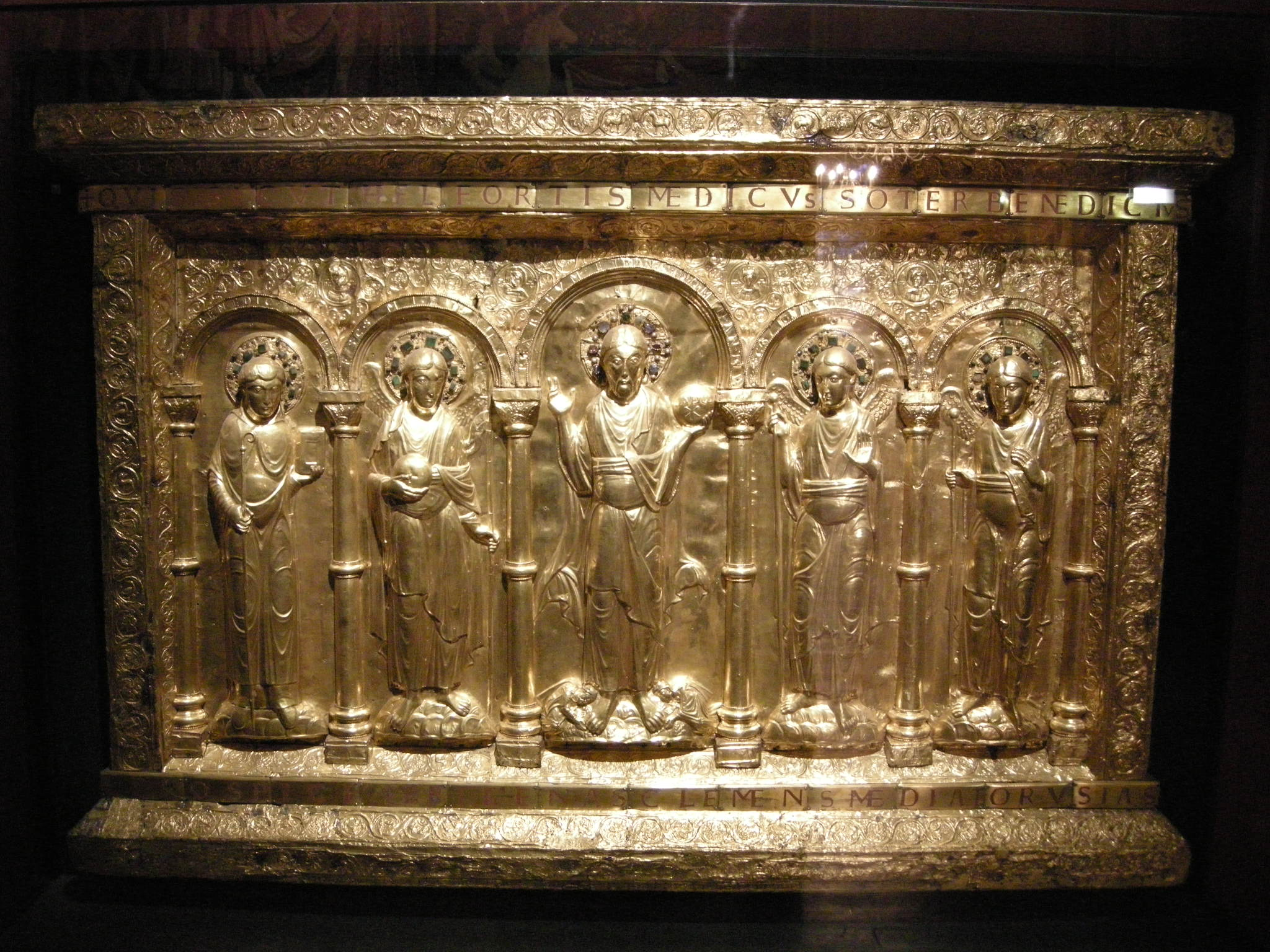
Antependium z Bazylei – pocz. XI wieku

### Złotnictwo
Z dzieł złotnictwa oglądać można utensilia liturgiczne, limuzyjskie wyroby z emalii, relikwiarze oraz figury kultowe.
Najstarszymi dziełami są wizygockie wiszące korony z VII stulecia, merowińskie brosze w kształcie orła zdobione emaliami. Cennymi dziełami rzeźby i złotnictwa europejskiego są m.in. złote Antependium z Bazylei z Chrystusem (którego adorują para cesarska Henryk II i Kunegunda), Trzema Archaniołami i Św. Benedyktem, XI w.; pozłacana i emaliowana tablica z przedstawieniem Zesłania Ducha Świętego pochodząca z Koblencji, wyrób mozański z XII w.; bizantyński krzyż procesyjny z pocz. XII stulecia znaleziony w  Eskisehir (Turcja); romański ewangeliarz z pozłacaną i posrebrzaną oprawą przedstawiającą Chrystusa ze świętymi Piotrem i Pawłem oraz patronami Mediolanu.
Wielki zespół plastyki limuzyjskiej z XII-XIII w. tworzą m.in. emaliowane krzyże procesyjne, pyxisy na hostię z dekoracją ornamentalną lub geometryczną, relikwiarze św. Tomasza Becketta oraz św. Franciszka z emaliowanym przedstawieniem Stygmatyzacji św. Franciszka.
Spośród gotyckich figur relikwiarzowych wyróżnia się Tronująca Madonna z Dzieciątkiem z Châlons z 1407 roku, wykonany z pozłacanego srebra zgodnie z XV-wieczną konwencją rzeźbiarską.
Unikatowym dziełem jest Złota Róża – dar papieża Jana XXII dla księcia Rudolfa III z Nidau jako znak poparcia klątwy papieskiej na cesarza Ludwika IV.

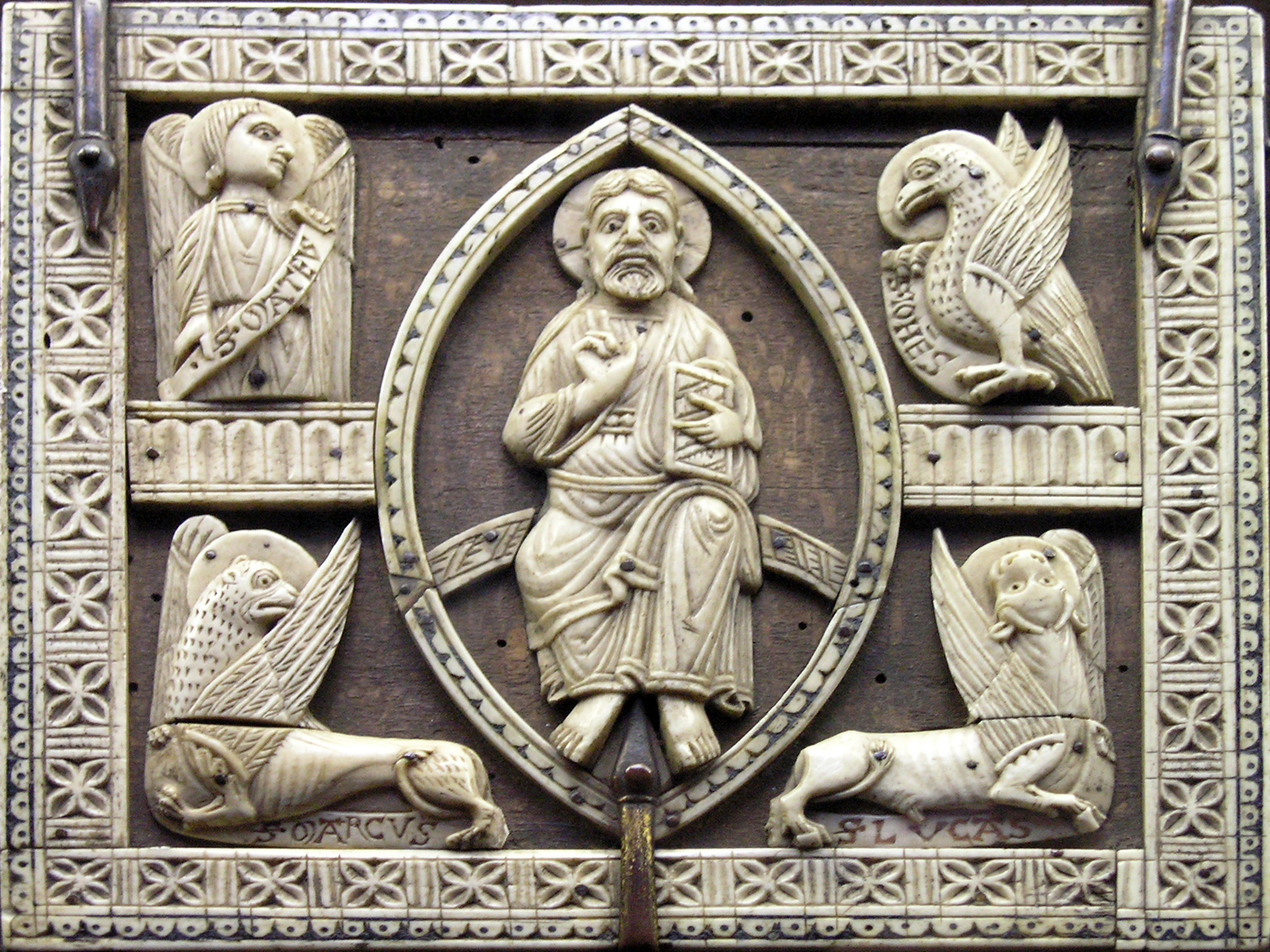
Pokrywa skrzyneczki z przedstawieniem Chrystusa w Majestacie i Tetramorphos, XIII w

### Wyroby z kości słoniowej
Cenną kolekcje tworzą bizantyjskie, romańskie i gotyckie wyroby w kości słoniowej z V-XV wieku. Spośród nich wyróżniają się: bizantyńska plakietka z Ariadną, Satyrem i Kupidynem z 1 poł. VI wieku, skrzydło dyptyku konsularnego z wizerunkiem generała Areobindusa z roku 506 (oba wykonane w Konstantynopolu); plakietka z wizerunkiem św. Pawła, plakietka z przedstawieniem Jezusa koronującego cesarza Ottona II i jego żonę, Teofano, datowana na lata 982-983; romańska plakietka z Chrystusem Ukrzyżowanym oraz Bożym Narodzeniem, Wniebowstąpieniem i Maiestas Domini; pokrywa skrzyneczki z przedstawieniem Chrystusa w Majestacie i Tetramorphos z XIII wieku; relikwiarz skrzynkowy z XII w.; przedstawienie figuralne Prezentacji Jezusa w świątyni z XIV w. oraz grupa gotyckich dyptyków i tryptyków dewocyjnych, wykonanych w XIV stuleciu w Paryżu.

À mon seul désir (Mojemu jedynemu pragnieniu) z cyklu Dama z jednorożcem, tapiseria z XV w.

### Tapiserie i paramenty liturgiczne
Musée de Cluny zawiera jedną z największych na świecie kolekcji tapiserii. Są to głównie dzieła gotyckie od XIV do XVI wieku. W oddzielnej rotundzie prezentowane jest sześć tapiserii typu mille-fleurs tworzących cykl Damy z jednorożcem o bogatej treści dotyczącej ludzkich zmysłów i sfery uczuciowej, charakterystycznej dla sztuki dworskiej. Sześć tapiserii południowoniderlandzkich z pocz. XVI w. tworzy cykl Życie damy dworu. Temat miłości dworskiej przedstawia kilka innych dzieł, m.in. Dwie pary miłosne z 3. ćw. XV w. tkanina wykonana w Górnej Nadrenii. Z flamandzkich i brabanckich tapiserii prezentowane są m.in. cykl 12 tapiserii z 1500 r. wykonanych w Brukseli dla katedry w Auxerre przedstawiający żywot św. Szczepana. Z katedry w Beauvais pochodzą tapiseria Uwolnienie Św. Piotra wykonana w Tournai w 1461. Cennym przykładem angielskiego tkactwa artystycznego jest tapiseria heraldyczna z przedstawieniem dwóch par lwów angielskich, utkana ze złotej nici na czerwonym tle.
Do dzieł tkactwa południowoeuropejskiego, charakteryzującego się przewagą dekoracji ornamentalnej nad przedstawieniami figuralnymi, zaliczają się m.in. wyroby z Andaluzji: Całun Św. Sernina z Tuluzy (XI w.) i Całun Św. Łazarza z Autun (XII w.), Całun Św. Florencjusza, dzieło włoskie z XIV w. Wśród dzieł Orientu znajdują się m.in. tzw. Całun Samsona – wyrób bizantyjski z IX w., irańska makata Feniksy w winnej latorośli z XIV w., egipskie makaty z okresu fatymidzkiego z XII w.
Osobny zespół dzieł tworzą średniowieczne paramenty liturgiczne, a wśród nich znajdują się m.in. mitra biskupia ze skarbca paryskiej Sainte-Chapelle, flamandzki ornat z krzyżową pretekstą z przedstawieniem Drzewa Jessego, pończochy pontyfikalne kardynała Arnauda de Via, wyrób toskański. Wszystkie trzy dzieła wykonano w XIV wieku.

## Galeria

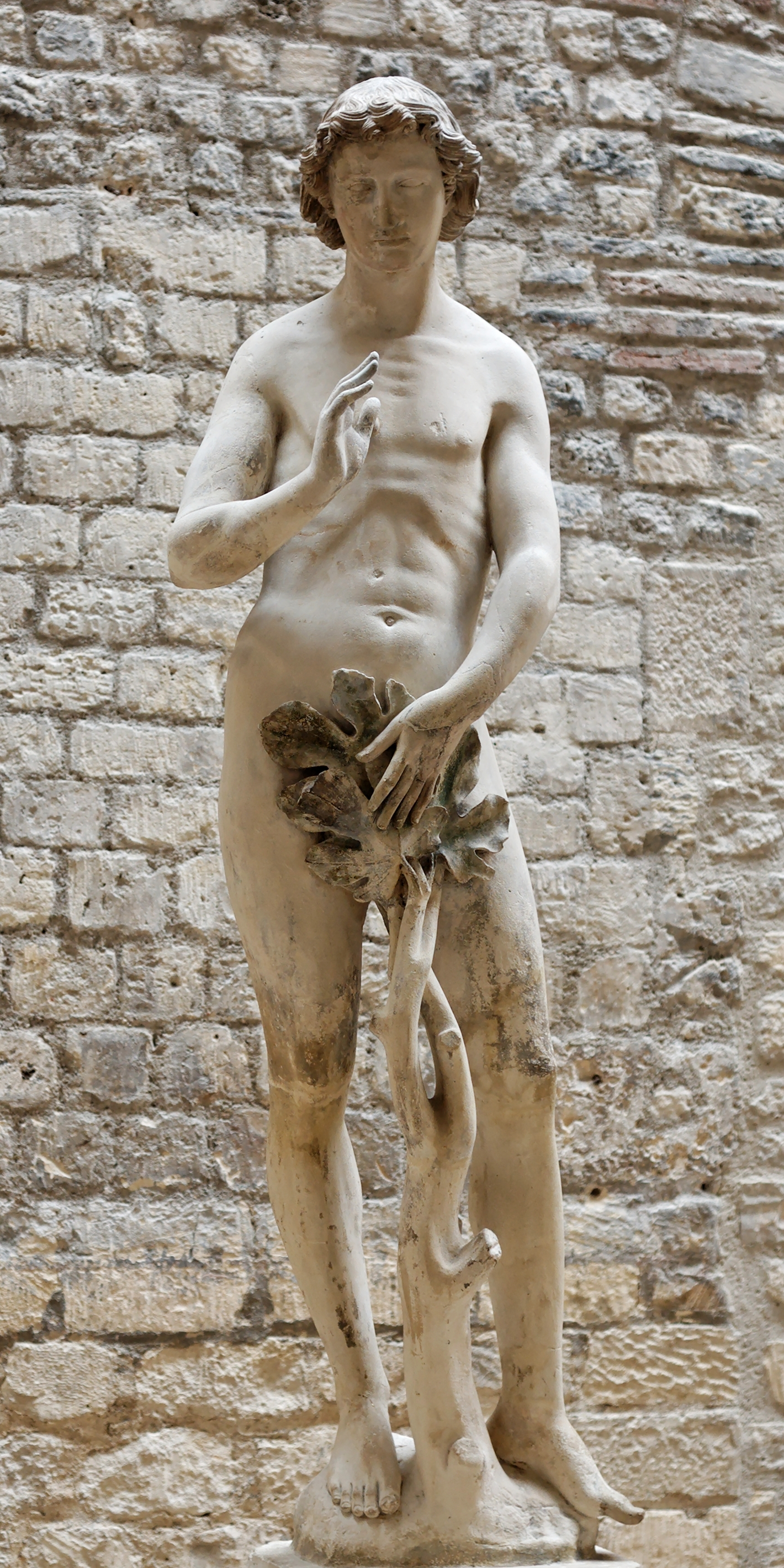
Adam z Notre-Dame – XIII w.
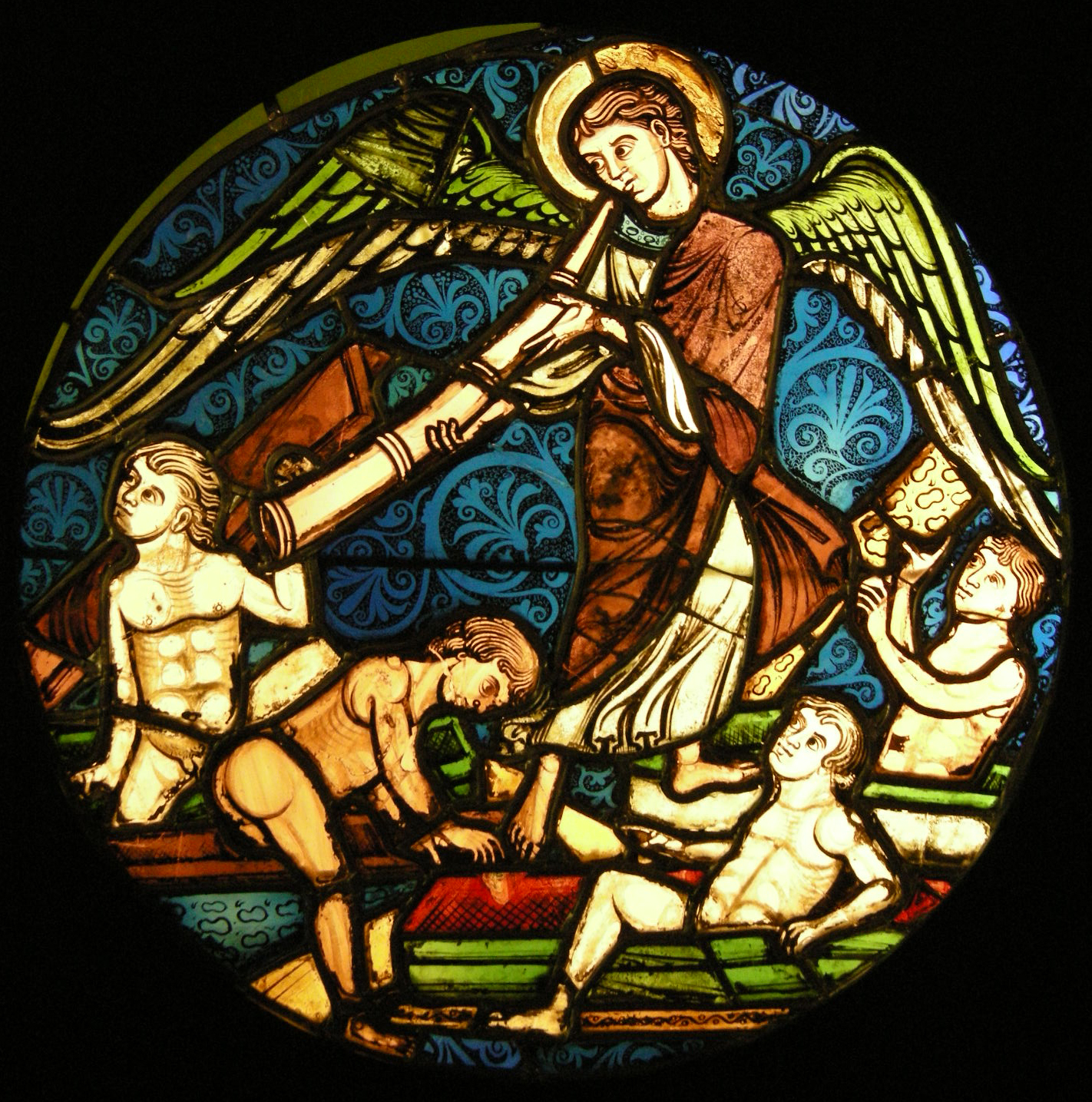
Wskrzeszenie umarłych – witraż z Sainte-Chapelle
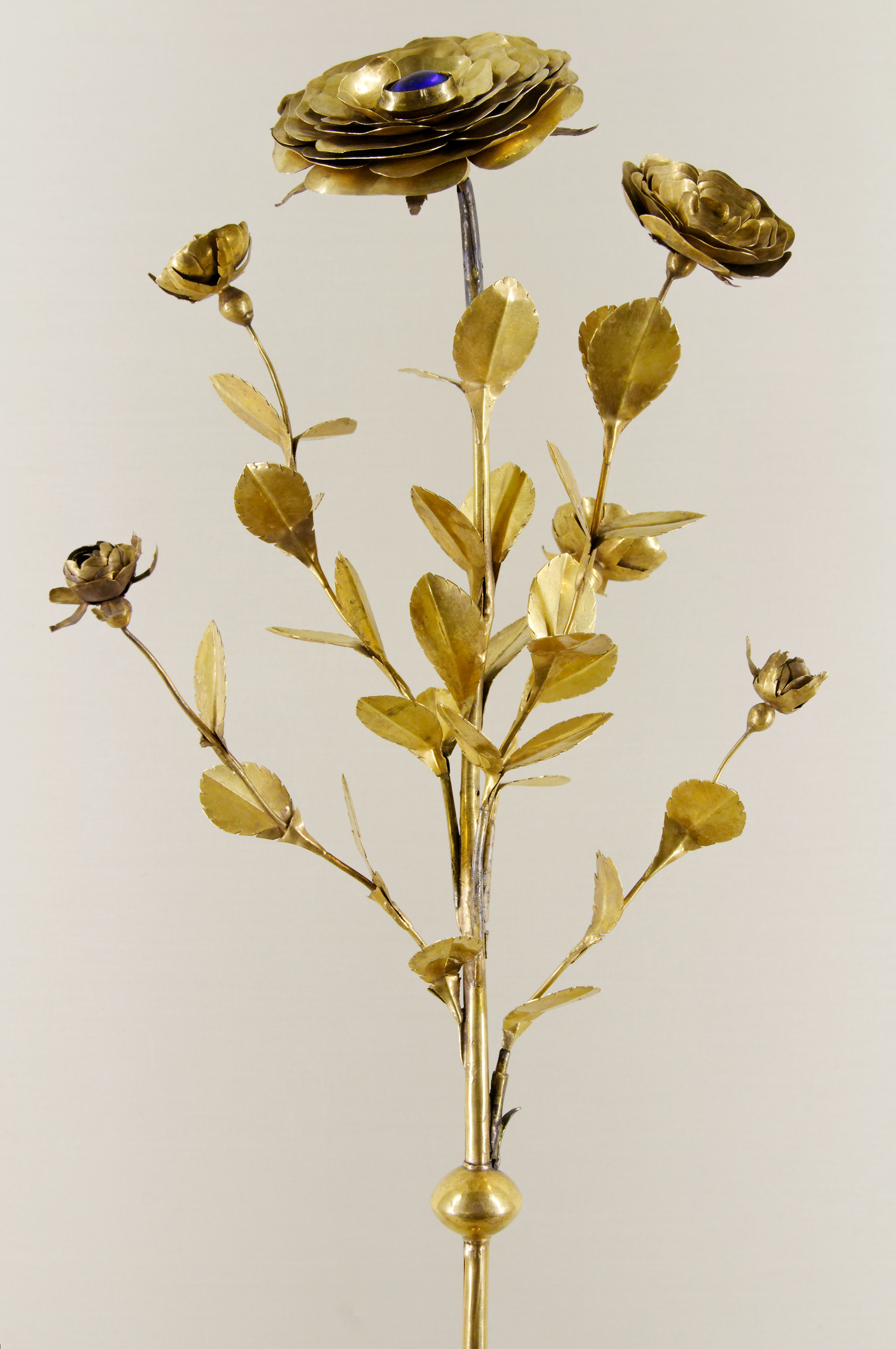
Złota Róża papieża Jana XXII podarowana Rudolfowi III z Nidau – XIV w.
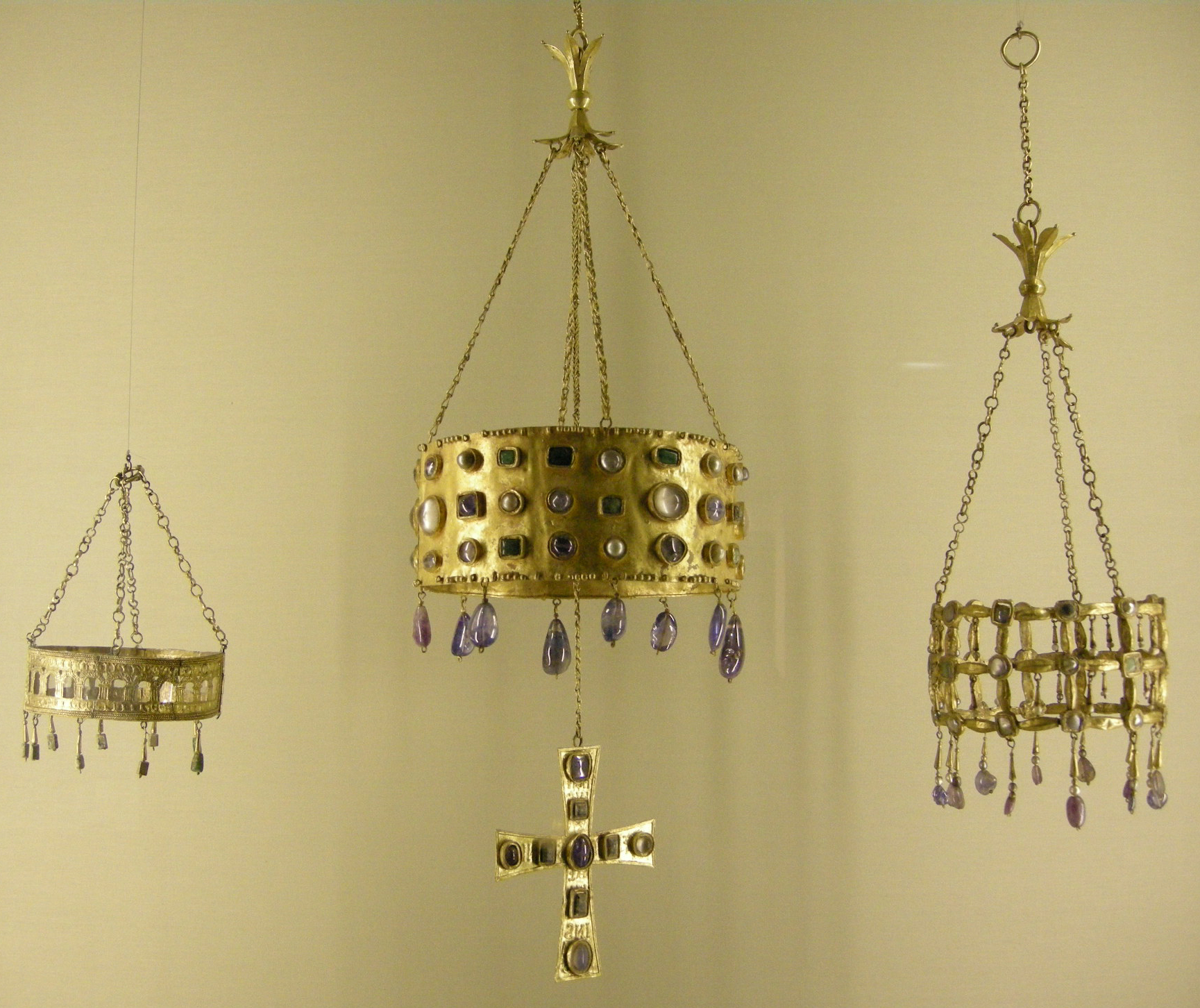
Wiszące korony Wizygotów z VII w.
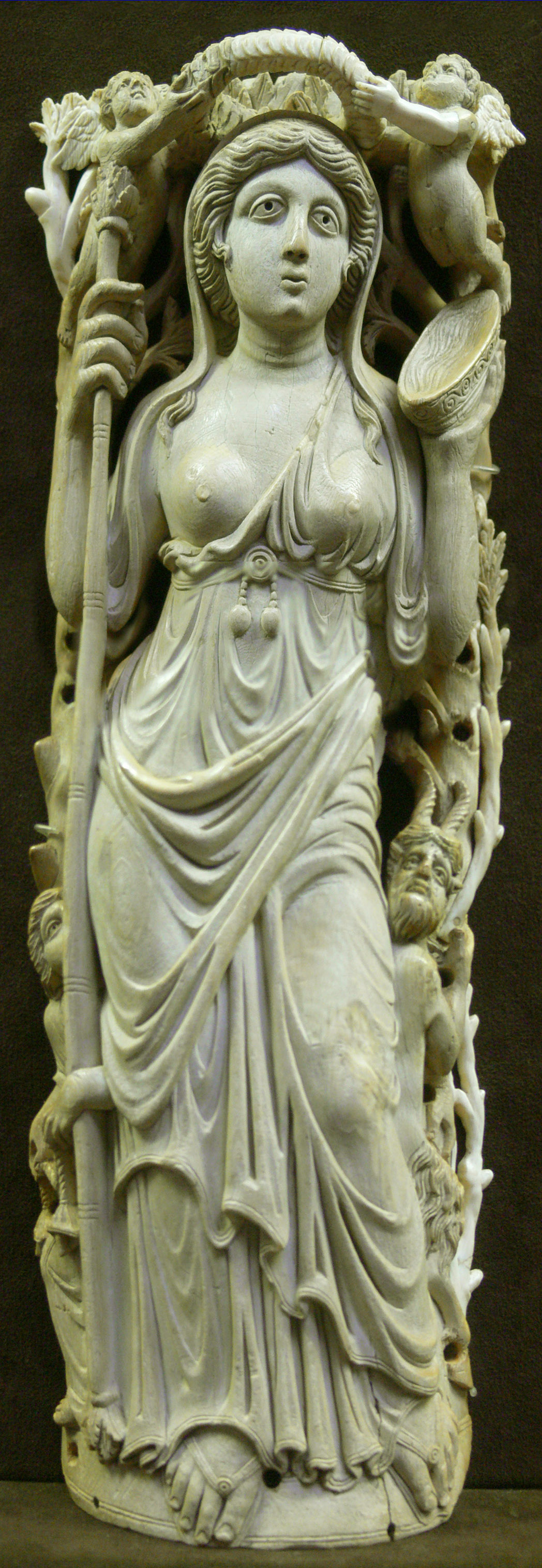
Ariadna z Satyrem i Kupidynem, Bizancjum, V w.
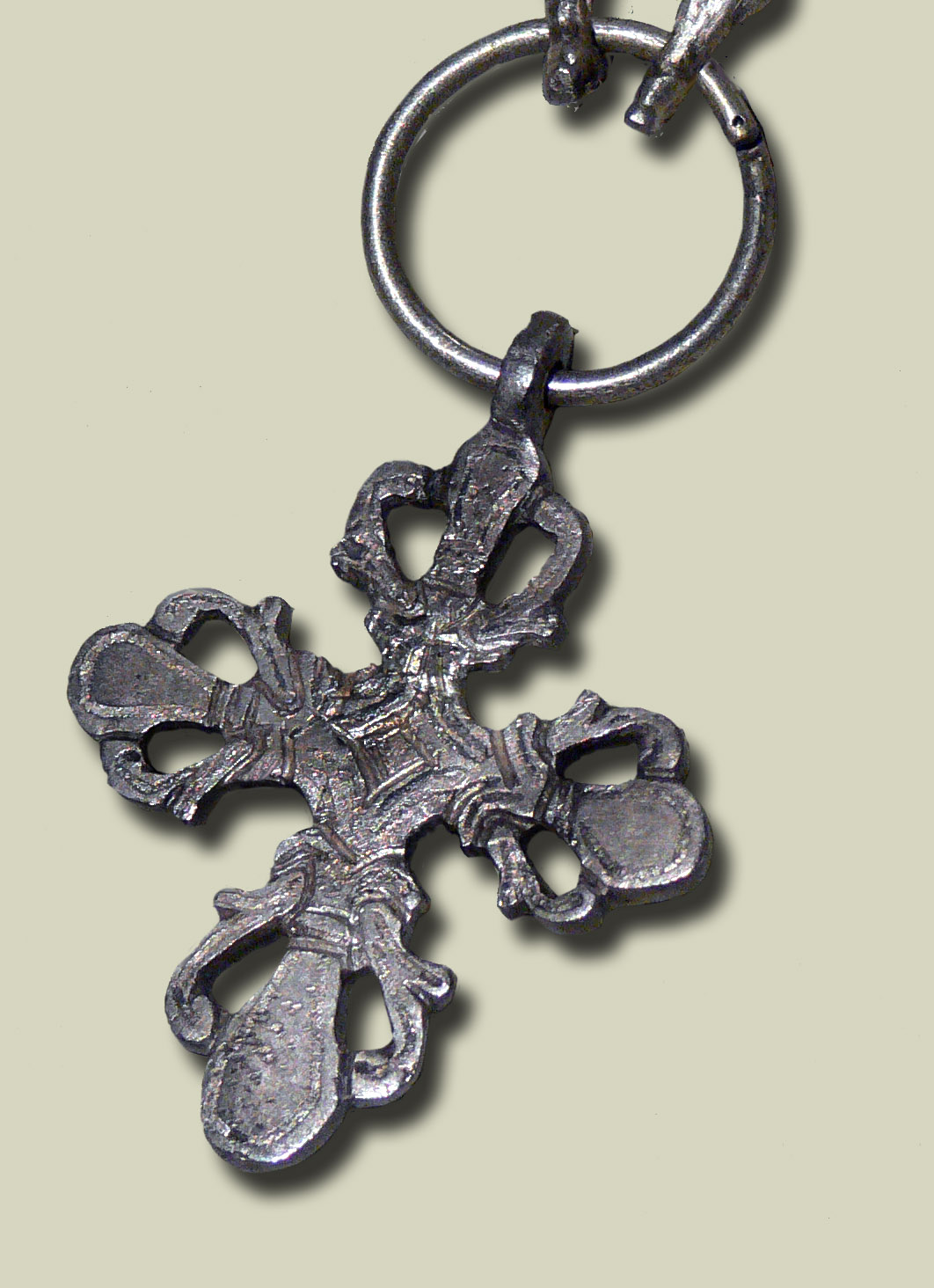
Krzyż z Bonderup (Dania) – poł XI w.
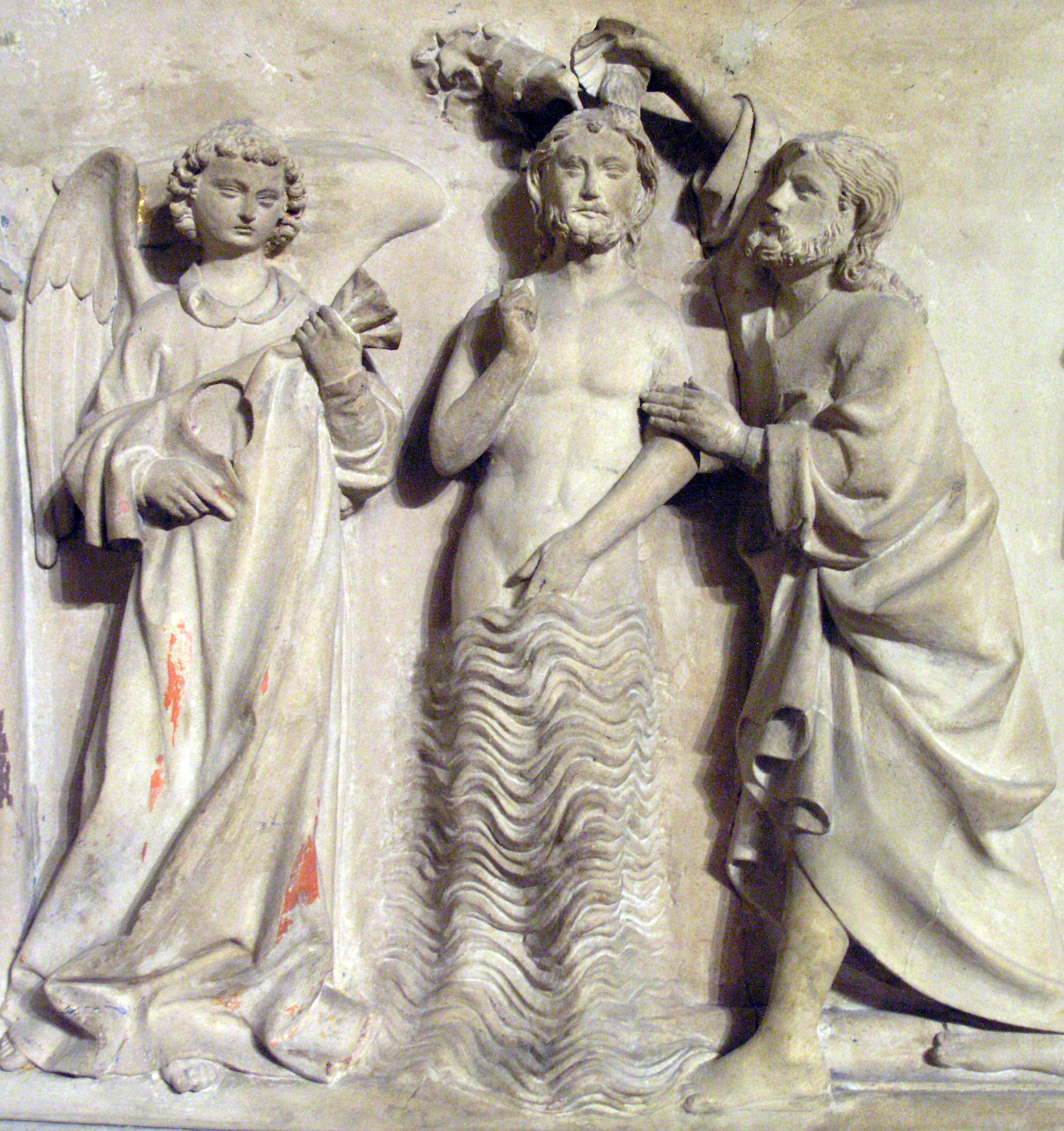
Chrzest Chrystusa – fragment retabulum z opactwa Saint-Denis
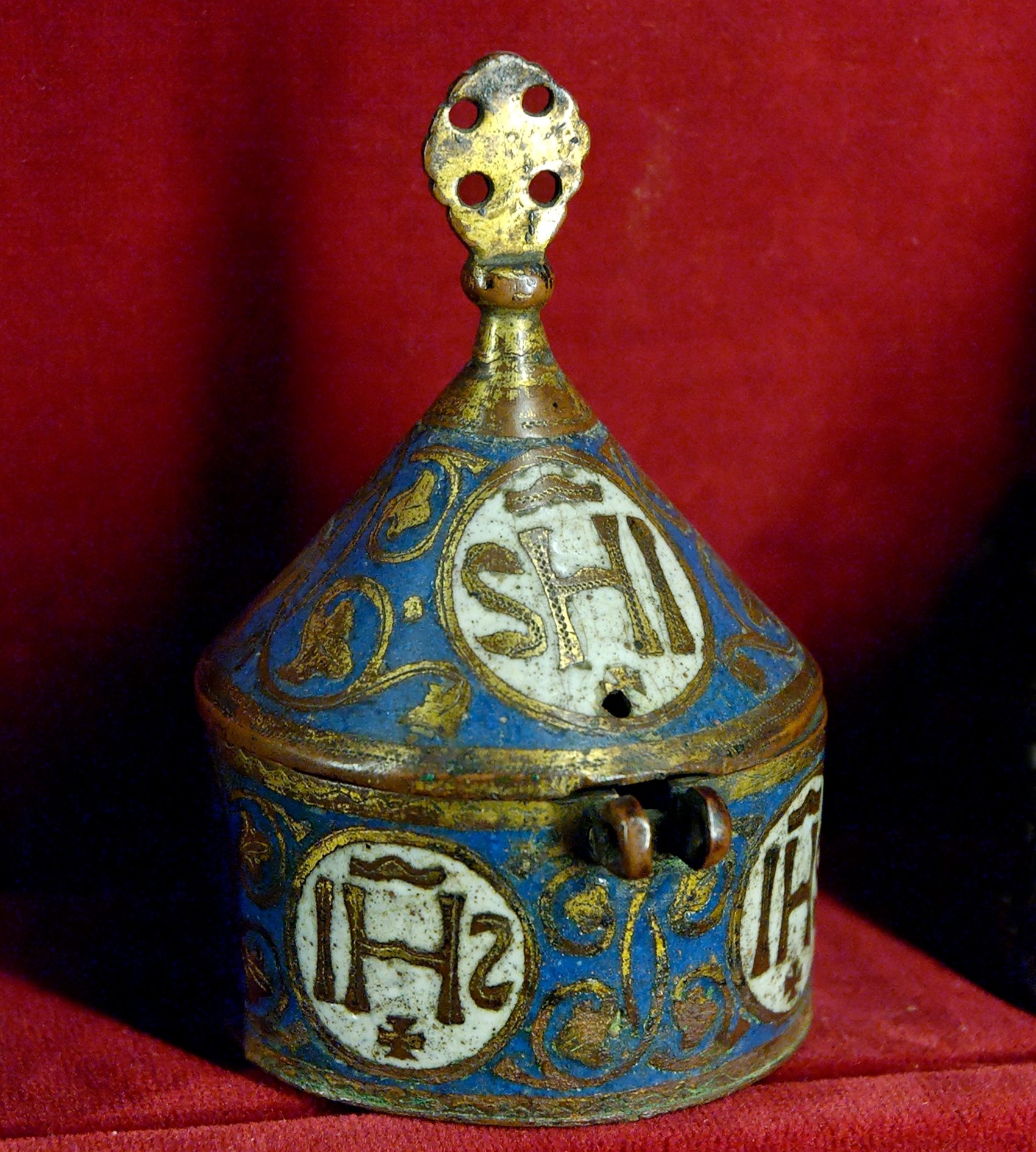
Pyxis emaliowany na hostie, Limouges – XII w.
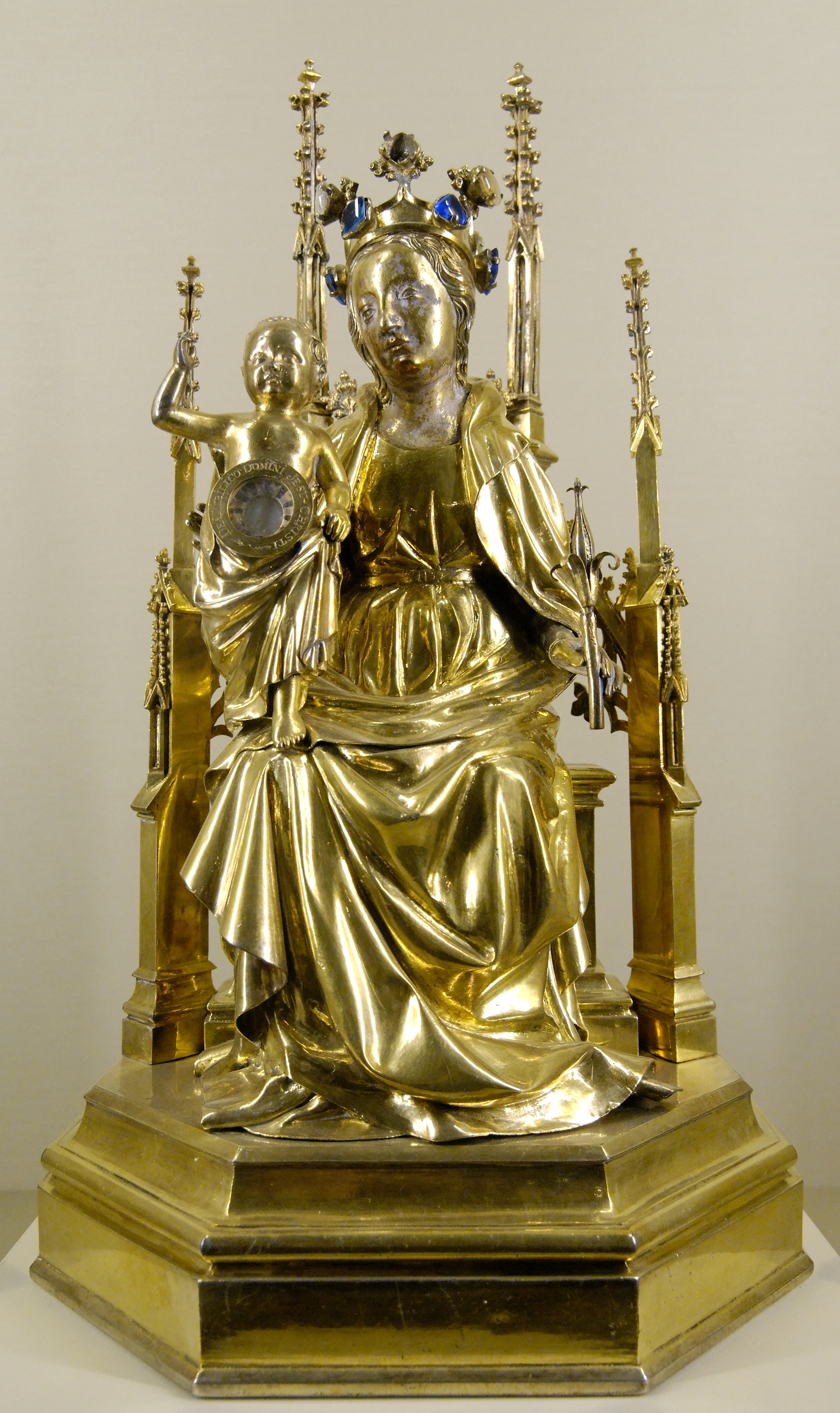
Tronująca Madonna z Dzieciątkiem z Châlons – figura relikwiarzowa z 1407 roku.
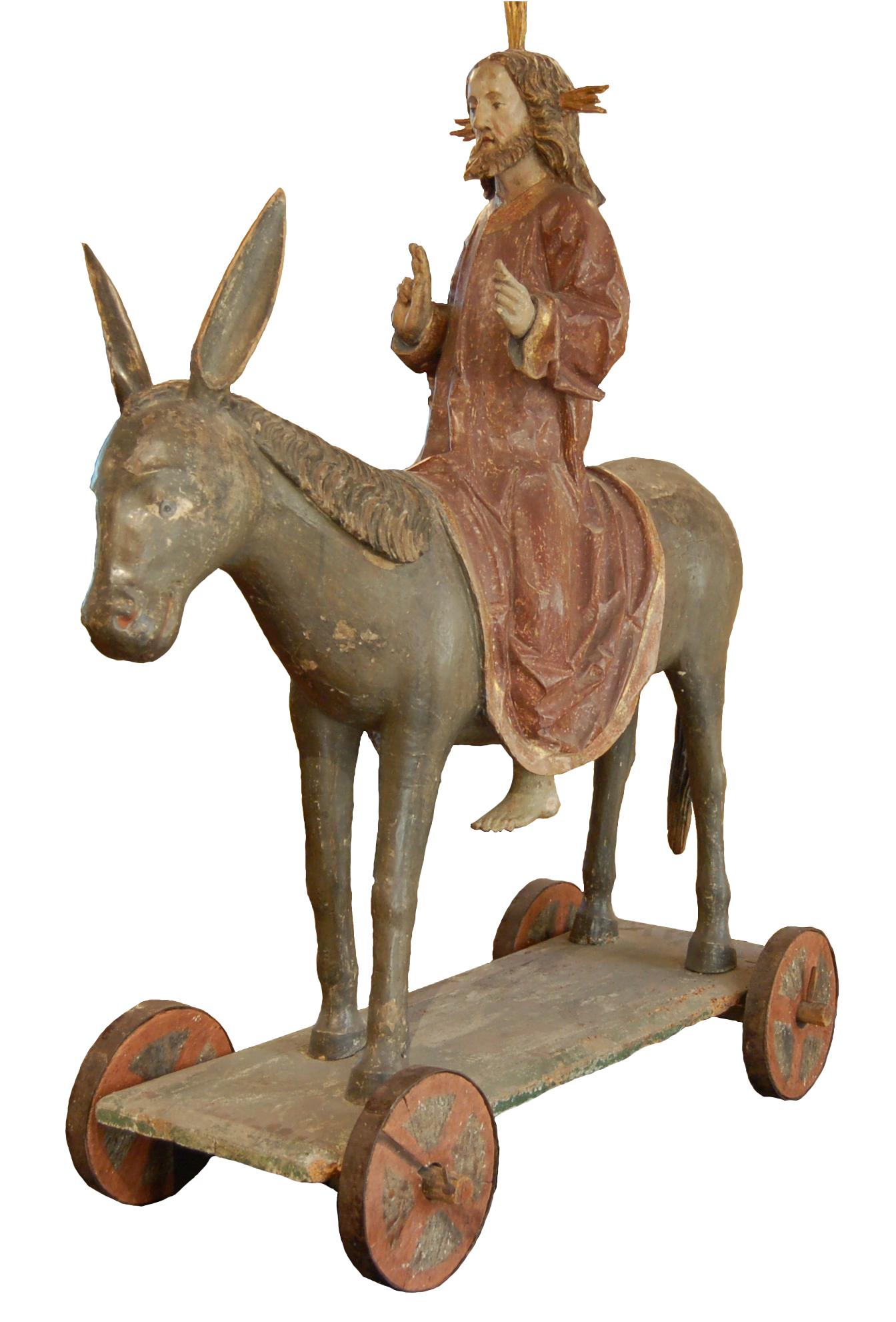
Jezus Palmowy z XV w.
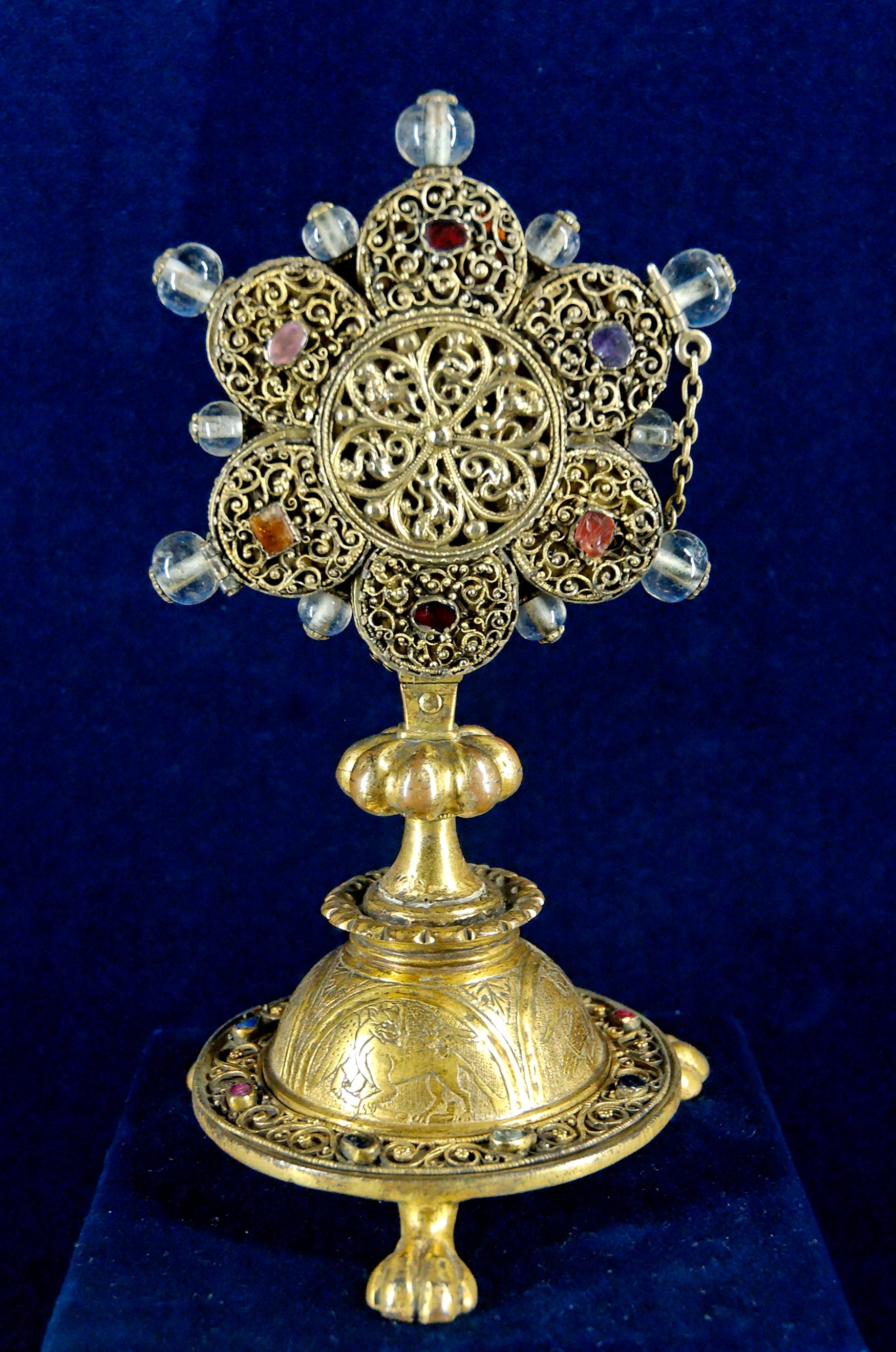
Relikwiarz z Termonde (Flandria) – XII w.
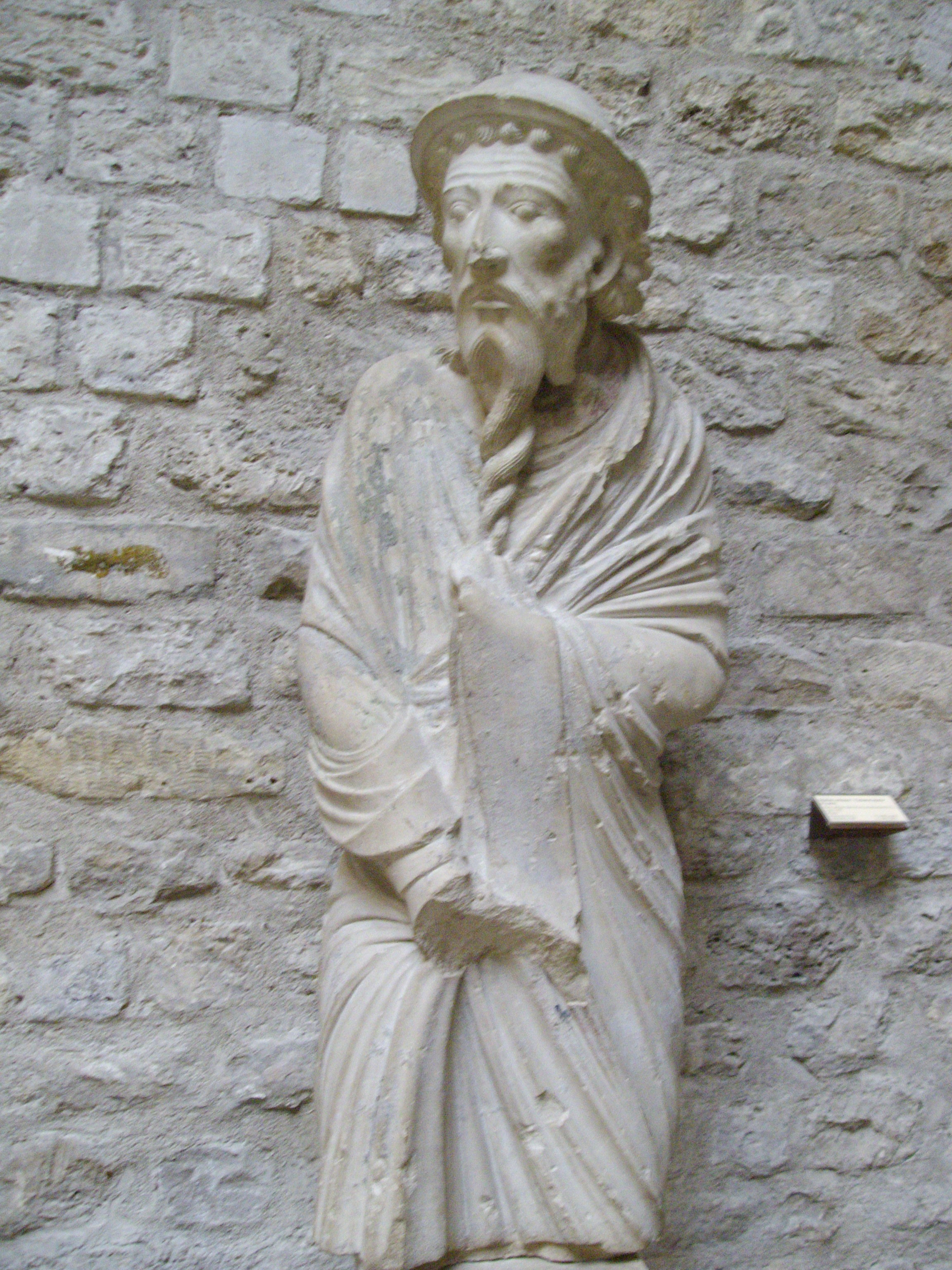
Figura proroka z kościoła Saint-Pierre de Montmartre – XII w.
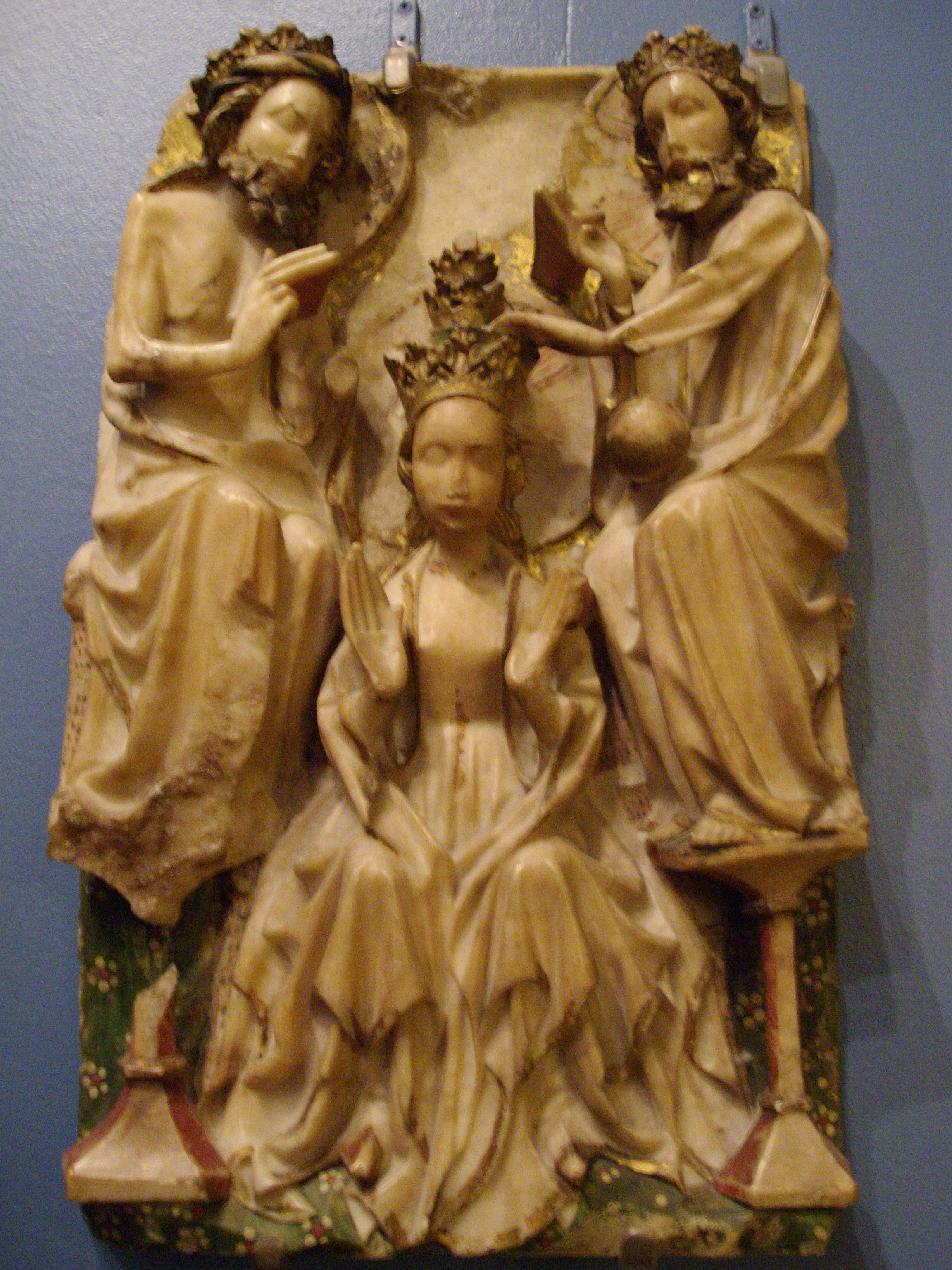
Koronacja Marii – relief alabastrowy – Anglia XV w.
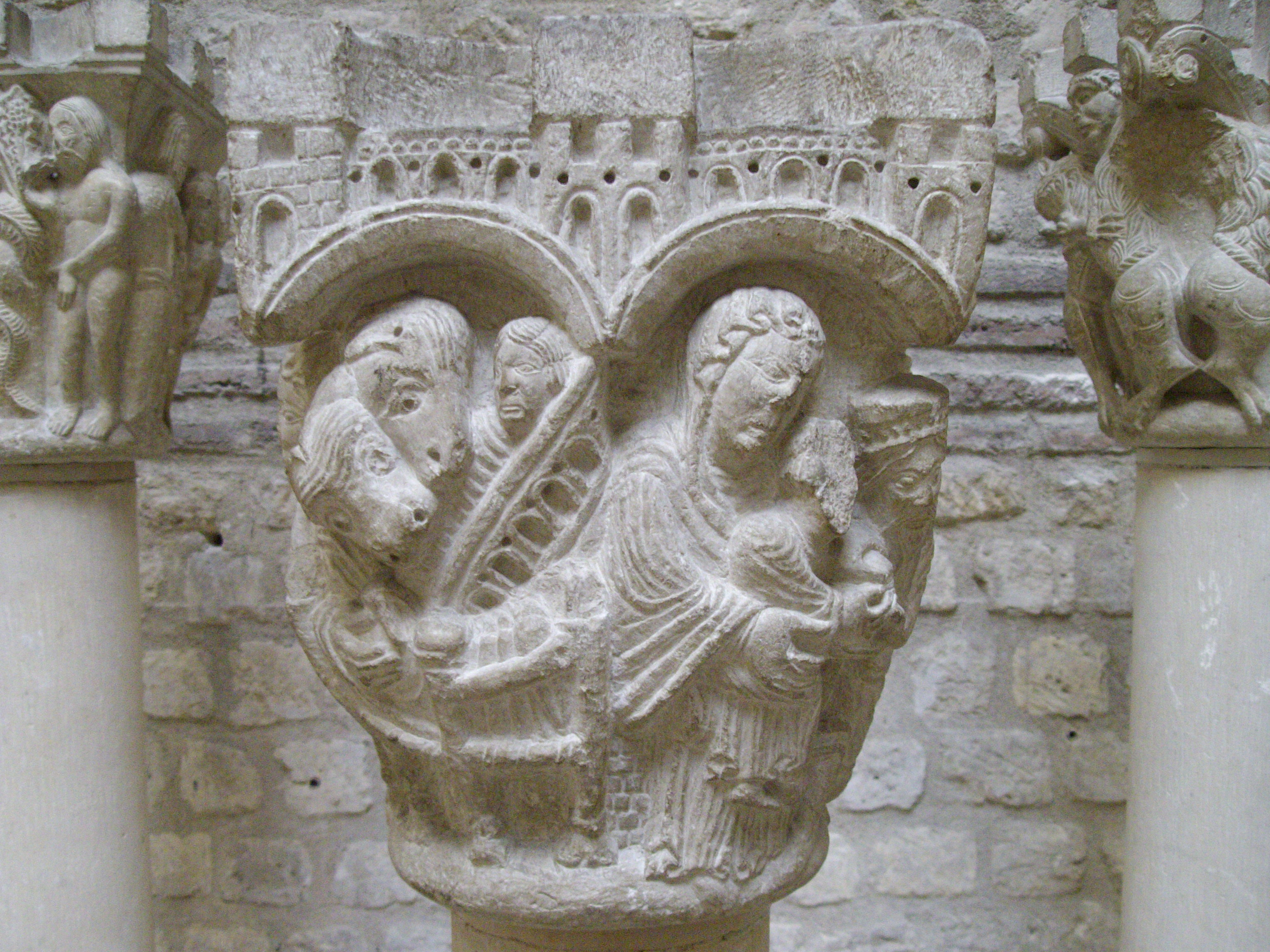
Romańskie kapitele z XII w.
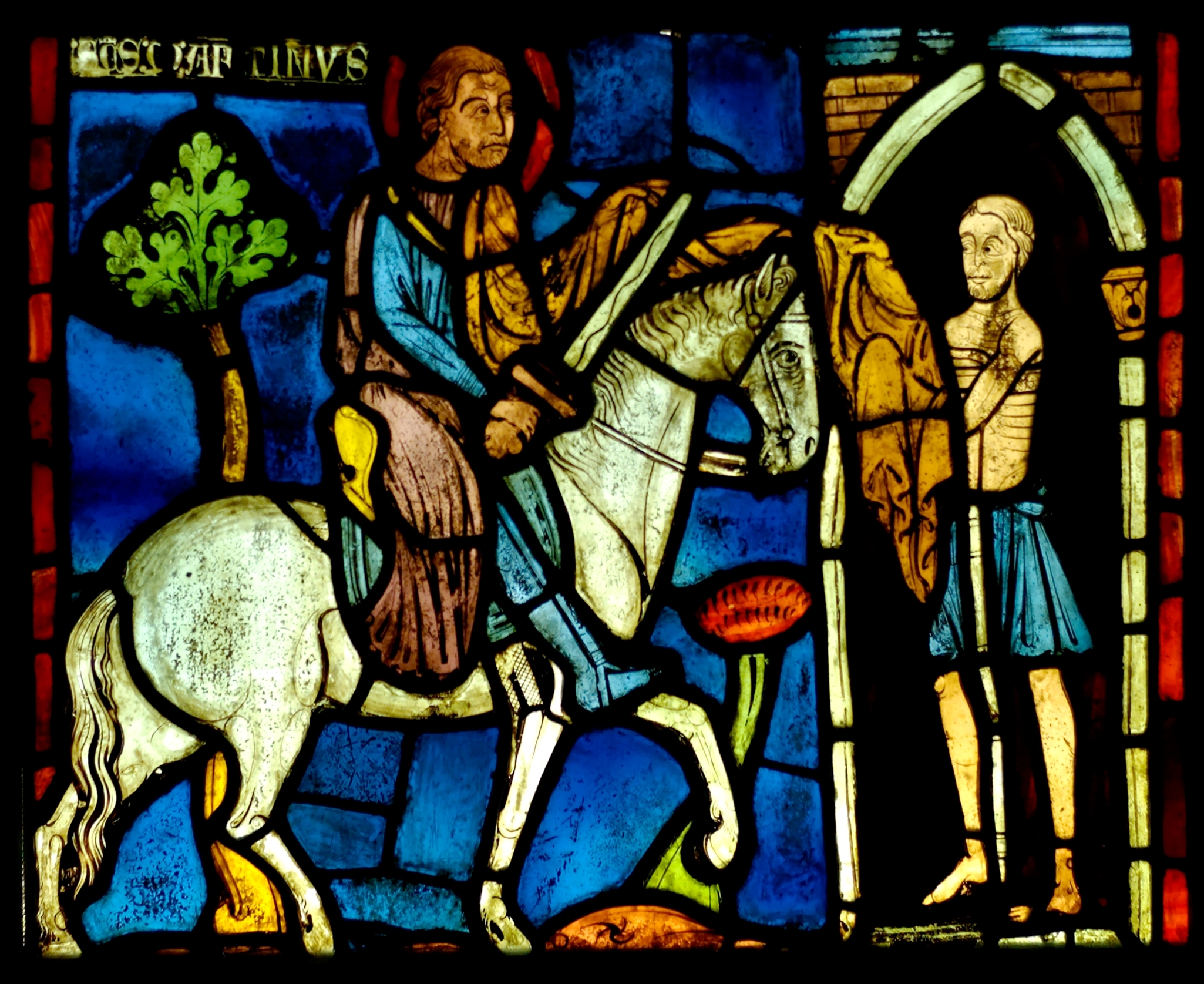
Św. Marcin, witraż z Varennes – XIII w.
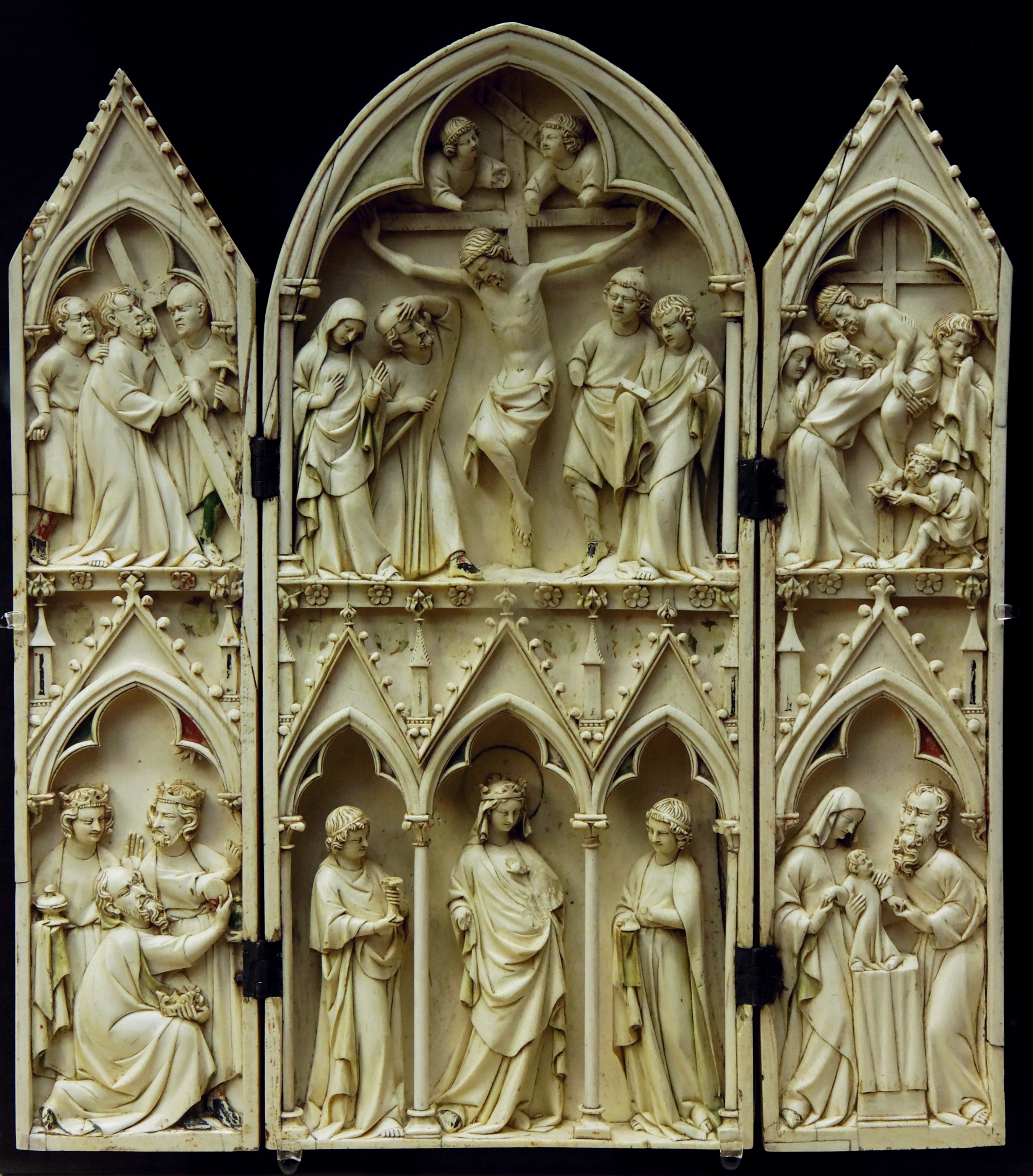
Tryptyk z kości słoniowej. Paryż (?) schyłek XIII w.
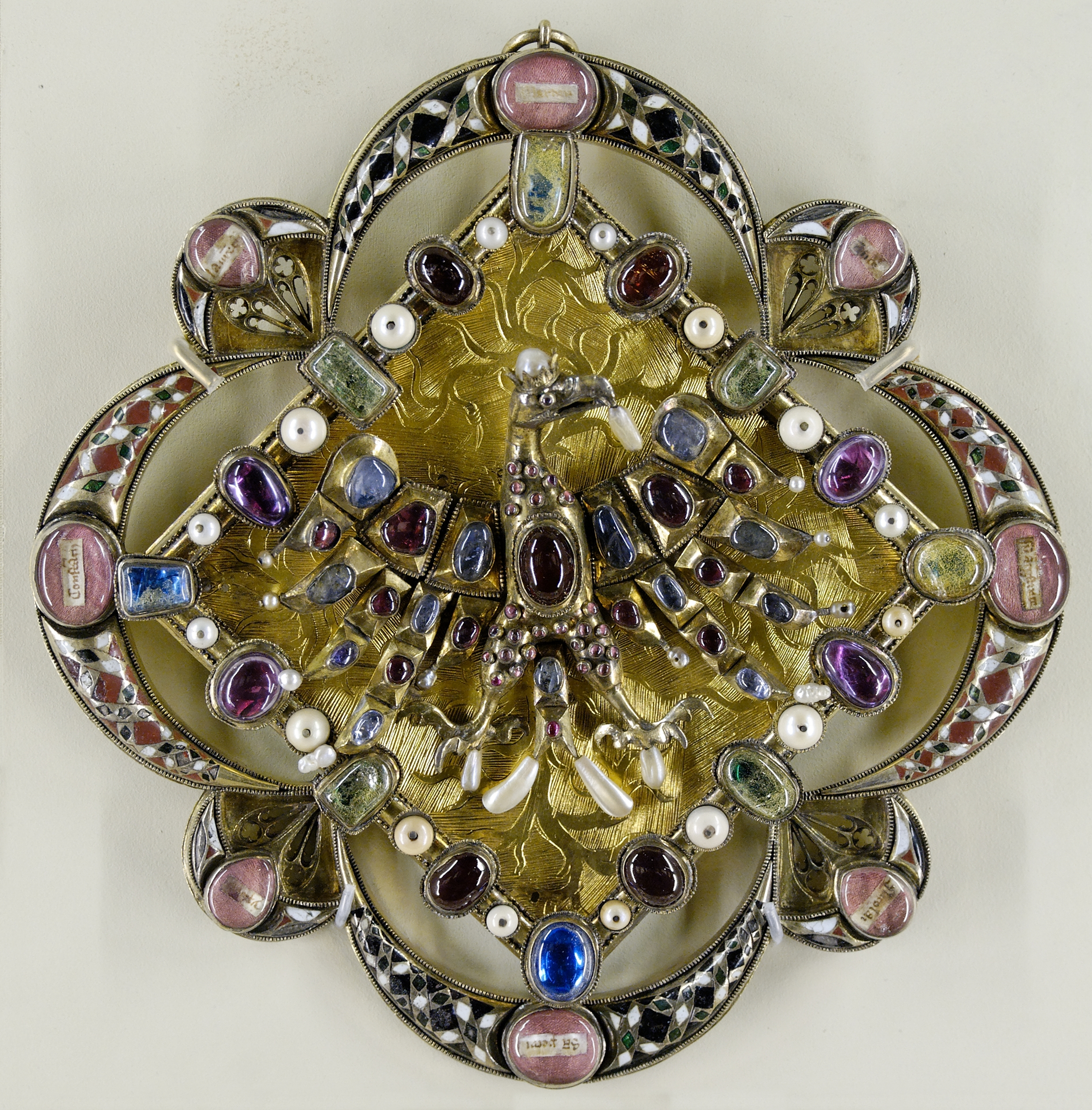
Zapona relikwiarzowa z orłem, Czechy (?) ok. połowy XIV w.
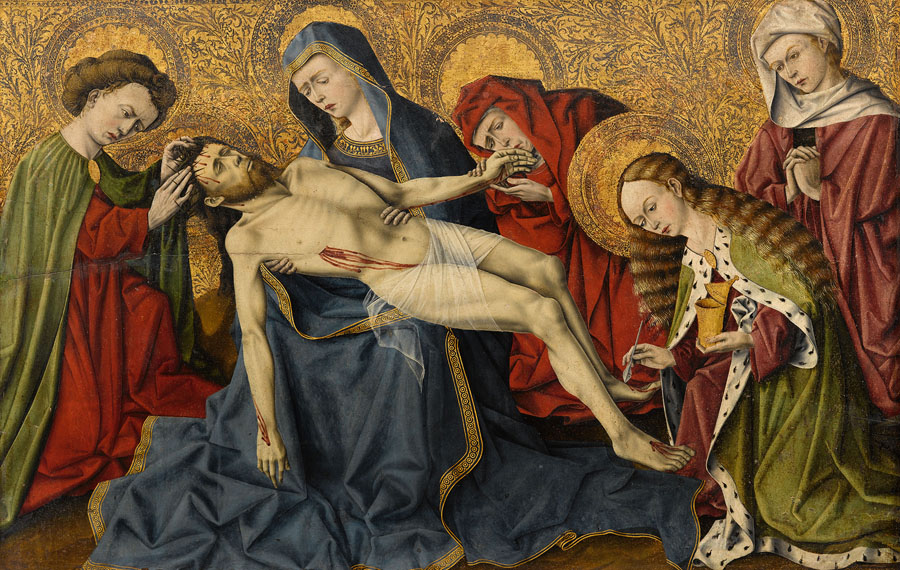
Opłakiwanie Chrystusa, Avignon,  1456 r.